# 이예지
이예지(1999년 7월 3일 ~ )는 대한민국의 여성 종합격투기 선수이다. 소속팀은 팀제이이며 로드 FC의 전속 선수이다.

## 내력
- 2014년 8월 중학교 3학년 여름방학 때 사촌언니의 집에 놀러갔다가 사촌형부 전찬준이 관장으로 있는 원주의 제이킥MMA 짐에서 킥복싱을 배우기 시작했고 얼마 지나 종합격투기까지 배우기 시작했다. 당시 이예지는 프로선수가 되려는 생각은 없었고 단지 운동이 좋아 배우기 시작했다. 그리고 배운 지 한달 만에 관장의 권유로 아마추어 킥복싱 대회에 나갔지만 패했다.[2]
- 2015년 4월 로드 FC의 아마추어 리그인 센트럴 리그에 다시 나갔지만 패했다.[3]
- 2015년 7월 25일 ROAD FC 024에서 부상으로 낙마한 박지혜의 대체 선수로서 출전, 일본의 전 DEEP 아톰급 챔피언 시나시 사토코와 프로 데뷔전을 치렀다. -45kg 계약체중 매치로 성사된 이 경기에서 2라운드 4분 53초, 즉 경기 종료 7초를 남기고 그라운드 타격에 TKO패를 당하긴 했지만 유술 공격을 잇달아 벗어나는 등의 기술을 보여주었으며 언론으로부터 가능성을 보여주었다는 평가를 받았다.[4][5]
- 2016년 2월 7일 WSOF GC 2에서 일본의 전 초대 DEEP 아톰급 챔피언 와타나베 히사에와 아톰급 매치를 가졌다. 비록 2라운드 3분 2초 만에 오른손 훅 카운터 펀치에 KO패 했지만 끝까지 경기 속행의사를 보이며 끈기를 보여주었다. 또한 경기 내용면에서도 펀치 공방에서 우위를 점했고 그래플링도 잘 소화했다.[6]
- 2016년 3월 12일 ROAD FC 029에서 비슷한 전적을 갖고 있는 일본의 신인 시모마키세 나츠키와 -46kg 계약체중 매치를 가졌다. 압도적인 그라운드 기술로 몰아치던 중 1라운드 중반 상대를 올라타고 파운딩을 시도하며 공격을 이어가다가 탑 포지션을 허용하기도 했지만 밑에 누운 상태에서도 상대의 안면을 적극적으로 공략했고, 결국 암바까지 성공시키며 1라운드 3분 49초만에 승리했다.[7]

## 종합격투기 전적
| 프로 종합격투기 전적 | 프로 종합격투기 전적 | 프로 종합격투기 전적 | 프로 종합격투기 전적 | 프로 종합격투기 전적 | 프로 종합격투기 전적 | 프로 종합격투기 전적 | 프로 종합격투기 전적 |
| -------------------- | -------------------- | -------------------- | -------------------- | -------------------- | -------------------- | -------------------- | -------------------- |
| 5 시합               | (T)KO                | 항복                 | 판정                 | 실격                 | 그 밖                | 비김                 | 무효                 |
| 3 승                 | 0                    | 1                    | 2                    | 0                    | 0                    | 0                    | 0                    |
| 2 패                 | 2                    | 0                    | 0                    | 0                    | 0                    | 0                    | 0                    |

| 승패 | 누적 전적 | 상대              | 승부 방식                             | 대회명                           | 개최날짜   | 장소                                | 비고                               |
| ---- | --------- | ----------------- | ------------------------------------- | -------------------------------- | ---------- | ----------------------------------- | ---------------------------------- |
| 승   |           | 사토코 시나시     | Decision (3:0)                        | XIAOMI ROAD FC 037 XX [Double X] | 2017.03.11 | 서울 Grand Hilton Convention Centre | -46.5KG CATCHWEIGHT MATCH          |
| 승   | 2–2–0     | 하나 다테         | Decision(2-0), 2 Rounds, 10:00 Total  | ROAD FC 032                      | 2016.07.02 | 중국 후난 국제 전시센터, 창사, 중국 | -46kg 계약체중 매치, 메인카드      |
| 승   | 1–2–0     | 시모마키세 나츠키 | Submission(Ambar), 04:19 Round 1 of 2 | ROAD FC 029                      | 2016.03.12 | 원주시 원주치악체육관               | -46kg 계약체중 매치, 메인카드      |
| 패   | 0–2–0     | 와타나베 히사에   | TKO(Punch), 03:02 Round 2 of 3        | WSOF GC 2: JAPAN                 | 2016.02.07 | 도쿄 TDC 홀                         | 아톰급 매치, 메인카드              |
| 패   | 0–1–0     | 시나시 사토코     | TKO(Punches), 04:53 Round 2 of 2      | ROAD FC 024: In Japan            | 2015.07.25 | 도쿄 아리아케 콜리세움              | -45kg 계약체중 매치 매치, 메인카드 |

## 같이 보기
- 남예현
- 박정은
- 박지혜
- 송효경
- 송가연
- 함서희

- 노리 데이트
- 다카노 사토미
- 도미마츠 에미
- 시나시 사토코
- 시노 밴후스
- 시모마키세 나츠키
- 셀리나 하가
- 알료나 러소히나
- 요시다 마사코
- 옌샤오난
- 하나 데이트
- 후지노 에미